# Anatra Anade
Anatra D neboli Anade byl dvoumístný průzkumný letoun vyráběný v Oděse v tehdejším Ruském impériu a provozovaný jeho vzdušnými silami během první světové války. Byl to dvoumístný dvouplošník konvenční konfigurace, v němž pilot a pozorovatel seděli v otevřených kokpitech tandemového uspořádání. Zkušební lety odhalily řadu konstrukčních nedostatků, včetně poddimezované struktury křídel, která později 21. července 1917 vedla ke smrti zkušebního pilota společnosti, a špatné stability. Navzdory těmto problémům armáda, po revizi konstrukce, která měla upravit těžiště letounu v naději, že se podaří vyřešit nejhorší problémy s ovladatelností, objednala letoun do výroby a jeho dodávky byly zahájeny v květnu 1916. Typ pokračoval v omezené službě i po válce a nakonec byl používán jako cvičný letoun přibližně do roku 1919.

## Uživatelé
- Ruské impérium

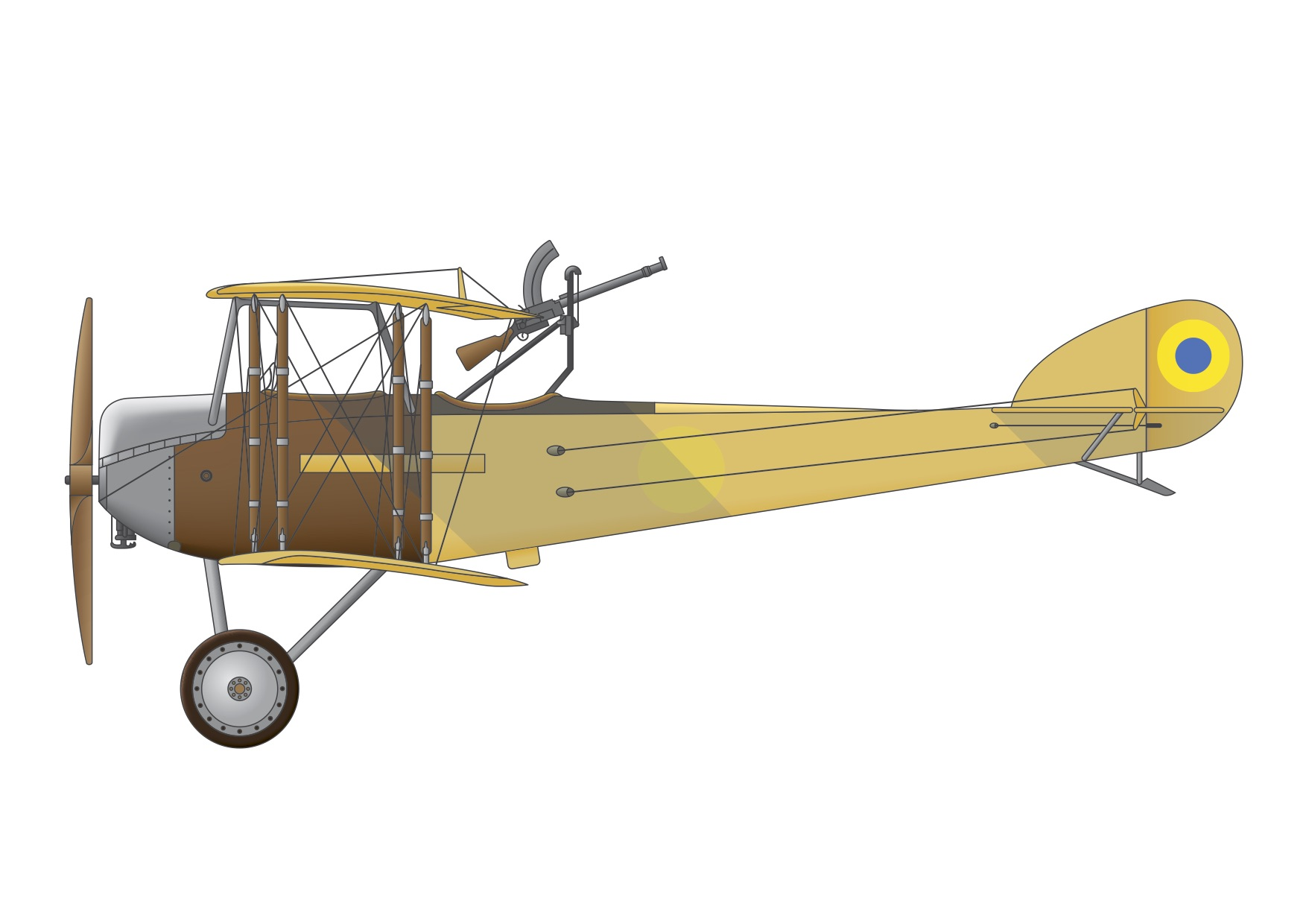
Anade ukrajinského letectva, letiště Post-Volynskyj v Kyjevě, březen–duben 1918.

  - Letectvo carského Ruska – objednalo 170 kusů, s dodávkou počínaje od 16. května 1916[1]
- Ruská sovětská federativní socialistická republika
  - Dělnicko-rolnické vzdušné síly
- Ukrajina
  - Vzdušná flota Ukrajinské lidové republiky

## Specifikace
Údaje dle:

### Technické údaje
- Osádka: 2 (pilot a pozorovatel)
- Délka: 7,70 m
- Rozpětí: 11,50 m
- Výška: 2,9 m
- Nosná plocha: 35,0 m²
- Vlastní hmotnost: 515 kg
- Vzletová hmotnost: 865 kg
- Pohonná jednotka: 1 × rotační motor Gnome Monosoupape
- Výkon pohonné jednotky: 100 hp (75 kW)

### Výkony
- Maximální rychlost: 132 km/h
- Dolet: 350 km
- Praktický dostup: 4 000 m
- Stoupavost: 2,4 m/s

### Výzbroj
- 1 × pohyblivý kulomet Vickers (ráže .303 British) nebo Madsen (ráže 7,62 × 54 mm R)
- max. 30 kg pum